# 哈桑·伊萨耶夫
哈桑·伊萨耶夫（1952年11月9日—），保加利亚男子摔跤运动员。他曾代表保加利亚参加1976年夏季奥林匹克运动会摔跤比赛，获得男子自由式轻蝇量级金牌。